# Husseren-les-Châteaux
Husseren-les-Châteaux je občina v departmaju Haut-Rhin francoske regije Alzacija.
Leta 1990 je v občini živelo 377 oseb oz. 314 oseb/km².